# Saint-Pierre-lès-Nemours
Saint-Pierre-lès-Nemours is een gemeente in het Franse departement Seine-et-Marne (regio Île-de-France) en telt 5815 inwoners (1999). De plaats maakt deel uit van het arrondissement Fontainebleau.

## Geografie
De oppervlakte van Saint-Pierre-lès-Nemours bedraagt 21,6 km², de bevolkingsdichtheid is 269,2 inwoners per km².
De onderstaande kaart toont de ligging van Saint-Pierre-lès-Nemours met de belangrijkste infrastructuur en aangrenzende gemeenten.

## Demografie
Onderstaande figuur toont het verloop van het inwonertal (bron: INSEE-tellingen).